# Doktorzy honoris causa Szkoły Głównej Handlowej
Doktorzy honoris causa Szkoły Głównej Handlowej:
- 1968
  - Leonid W. Kantorowicz
- 1970
  - Cyrus Stephen Eaton(inne języki)
  - Edward Lipiński
- 1976
  - Nikołaj Prokofiewicz Fiedorenko(inne języki)
- 1990
  - Alexander Dubček (tytuł nie został wręczony z powodu śmierci wyróżnionego)
- 1992
  - John Kenneth Galbraith
  - Jean H. P. Paelinck(inne języki)
  - Stanisław Rączkowski
- 1994
  - Leonid Hurwicz
  - Jan Drewnowski
- 1995
  - Gary Stanley Becker
  - Edward Franciszek Szczepanik
- 1997
  - Hans Joachim Paffenholz(inne języki)
- 1999
  - Jean Chrétien
  - Zdzisław Fedorowicz
- 2001
  - Wolfgang Michalski(inne języki)
- 2002
  - Ronald W. Jones(inne języki)
- 2003
  - Dirk J. van de Kaa(inne języki)
- 2004
  - Józef Sołdaczuk(inne języki)
- 2007
  - Leszek Balcerowicz
  - José Manuel Durão Barroso
- 2009
  - Anna Kajumulo Tibaijuka
- 2010
  - Stanisław Sołtysiński
- 2012
  - Sandor Kerekes(inne języki)
- 2014
  - Stanisław Szuszkiewicz
- 2015
  - Edward I. Altman(inne języki)
- 2017
  - Krzysztof Pietraszkiewicz
- 2018
  - Frans Willekens(inne języki)
- 2019
  - Jerzy Hausner
  - Paul H. Dembiński(inne języki)
- 2022
  - Michel Librowicz(inne języki)
  - Józef Orczyk
- 2023
  - Mamoru Kaneko(inne języki)
- 2024
  - Wiesław Rozłucki